# Tanabata
 (kivéve a 'Szokások' fejezetben lévő verset)

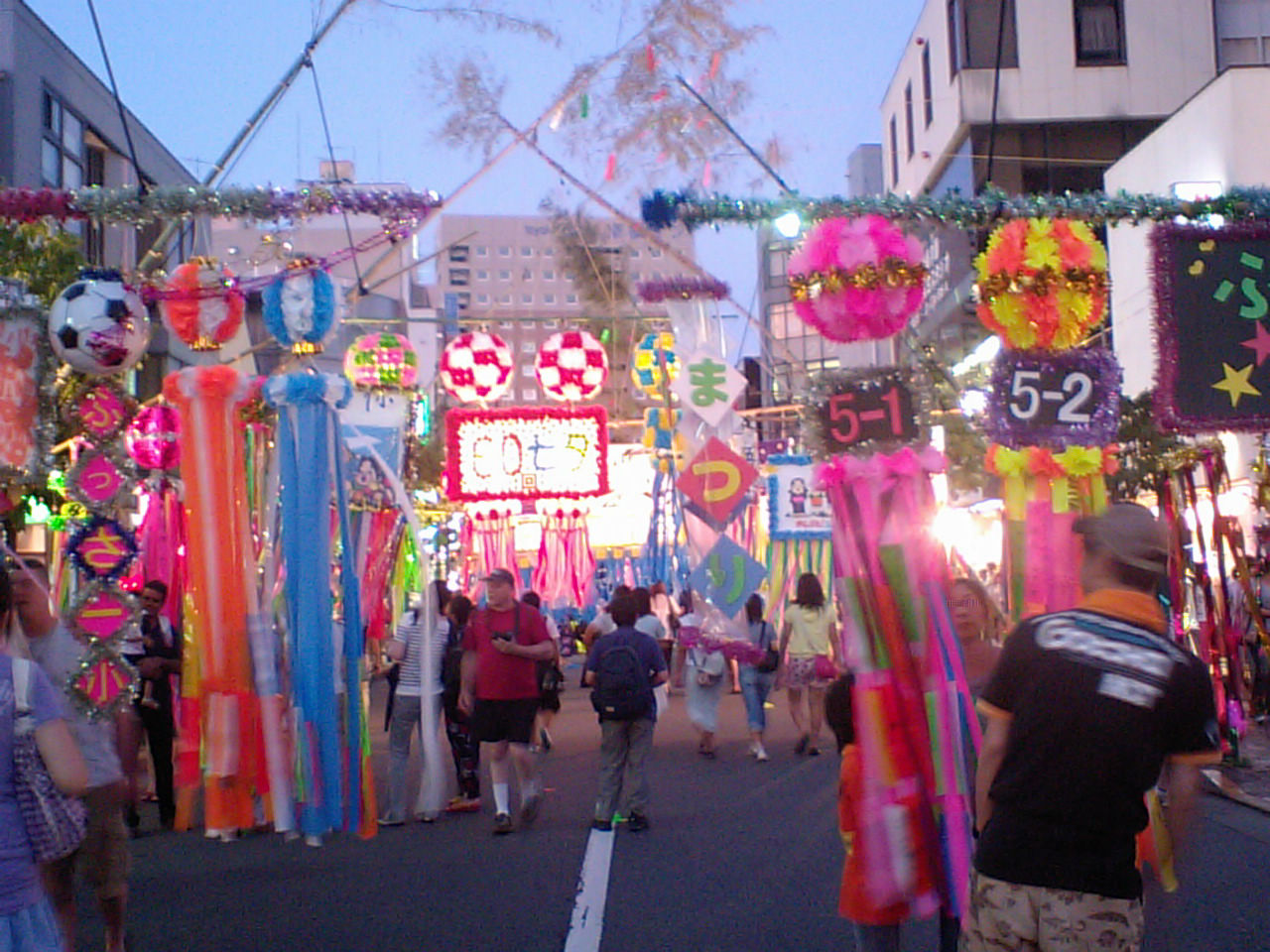
Ünnepség Tokióban, 2010

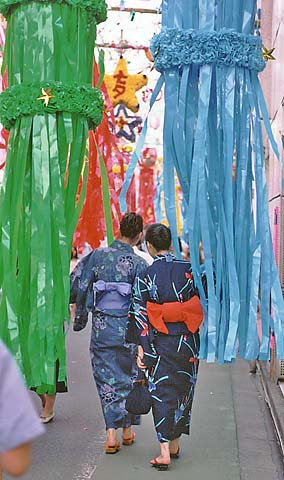
Jukatába öltözött nők a Tanabata fesztiválon

A Tanabata (七夕, ’jelentése "A hetek éjszakája"’) japán csillagfesztivál, amely a kínai Csihszi (Qixi) fesztiválból ered. Orihime és Hikobosi istenségek találkozását ünnepli (az isteneket a Vega és az Altair (csillag) csillagok képviselik). A legenda szerint a szerelmeseket a Tejút választja el egymástól, és csak egyetlen egyszer találkozhatnak egy évben, mégpedig a holdnaptár szerinti hetedik holdhónap hetedik napján. A Tanabata időpontja az ország régióiként változó, de az első ünnepségek július 7-én veszik kezdetüket a Gergely-naptár szerint. Az eseményt különböző napokon tartják meg július és augusztus között.

## Történelmi háttér
A fesztivált Kóken császárné hozta be Japánba 755-ben. "A Szakértelemért Esdeklés Ünnepéből" (乞巧奠; Hepburn: Kikkōden)ered, mely egy másik elnevezés a Csihszi (Qixi)re, amelyet Kínában ünnepeltek, de a kiotói császári palotában is elfogadottá vált a Heian-korban.
A fesztivál széles körű népszerűségre tett szert a nyilvánosság körében a korai Edo-korban, amikor számos Obon vagy Bon hagyománnyal vegyült (mivel akkoriban a Bont július 15-én tartották), és a modern Tanabata ünneppé fejlődött. Az ország régióiként változó népszerű szokások kapcsolódtak az ünnepélyhez, de általában a lányok jobb varráskészséget és mesterségbeli tudást kívántak, míg a fiúk szebb kézírást azáltal, hogy kívánságaikat feljegyezték papírcsíkokra. Ebben az időben az volt a szokás, hogy taróleveleken maradt harmatot használtak a tinta létrehozásához, amit a kívánságok feljegyzésénél vettek igénybe. Egyébként manapság a Bont augusztus 15-én tartják a holdnaptár alapján, ezáltal különálló eseményekké téve a Tanabatát és a Bont.
A Tanabata elnevezés némiképp összefüggésben van a kínai karakterek (七夕) japán olvasatával, amit "Sicsiszekiként" olvastak. Úgy tartják, egy sintó megtisztulási szertartás is létezett nagyjából ugyanebben az időben, melyben egy sintó mikó szőtt egy speciális ruhát egy Tanabatának (棚機) nevezett szövőszéken a víz közelében, amit felajánlott egy istennek, hogy a rizsteremés esőtől és vihartól való megóvásáért imádkozzon, majd bő termésért később az ősz folyamán. Ez a szertartás fokozatosan egyesült a Kikkódennel, mígnem Tanabatává alakult. A kínai karaktereket (七夕) és a japán olvasatot (Tanabata) összekapcsolták, hogy ugyanazt a fesztivált jelentse – habár eredetileg két különböző dolog –; ez egy példája az atedzsinek (a modern japán nyelvben elsősorban azokra a kandzsikra utal, melyek fonetikusan képviselnek anyanyelvi és idegennyelvi eredetű szavakat, tekintet nélkül a karakterek mögöttes jelentésére).

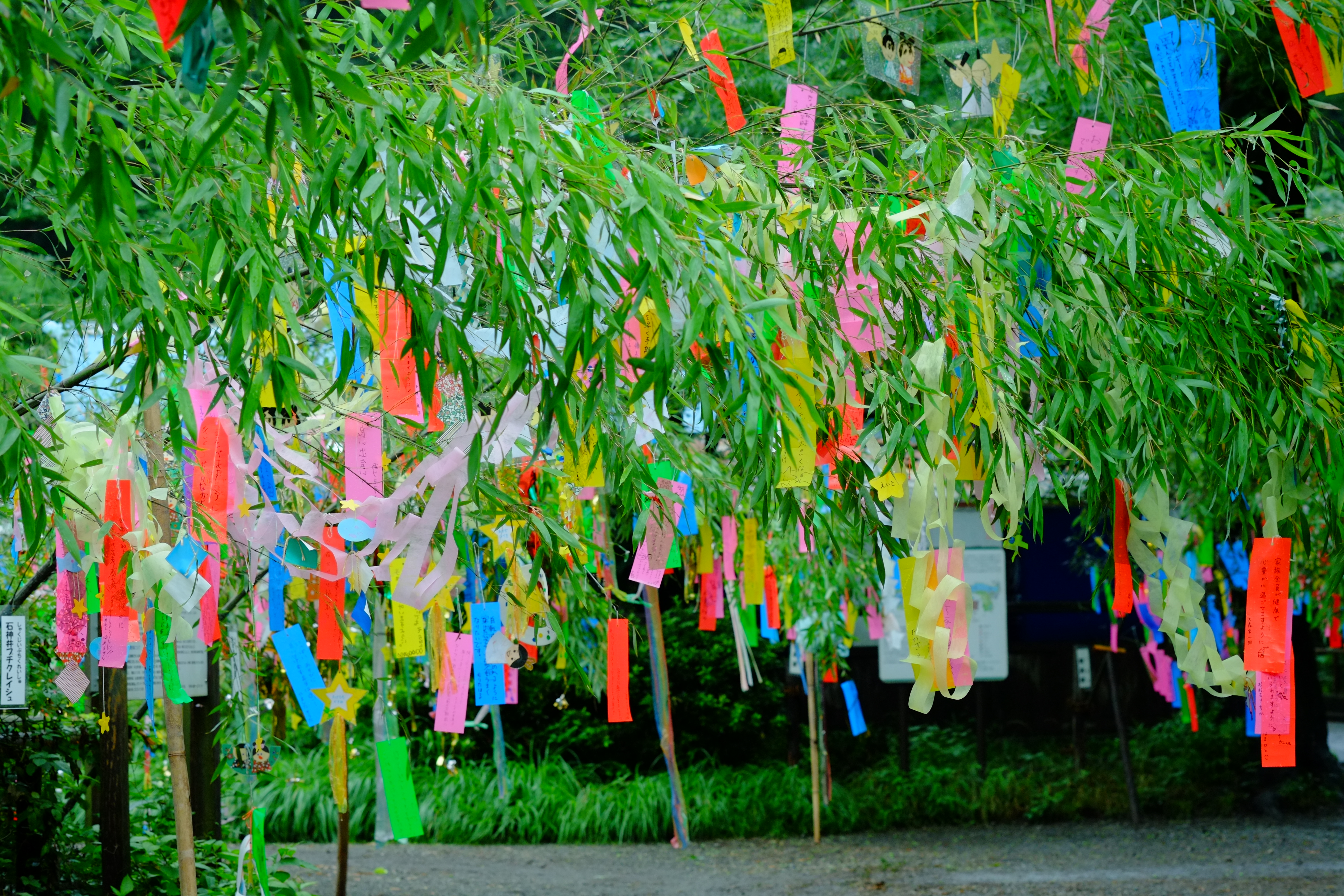
七夕 (19545533256)

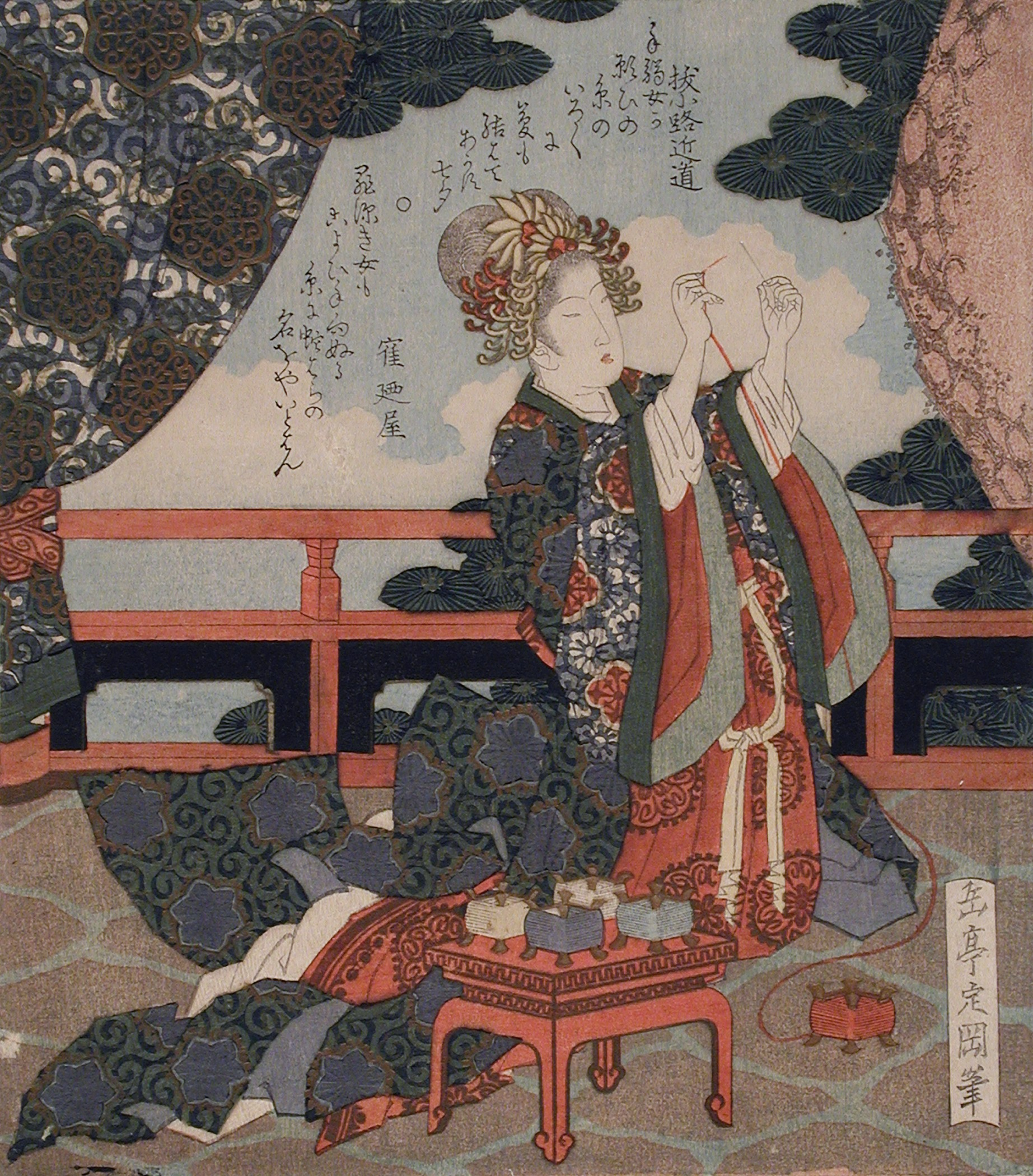
Making a Wish to Meet a Good Mate during the Tanabata Festival LACMA M.80.219.59

## Történet

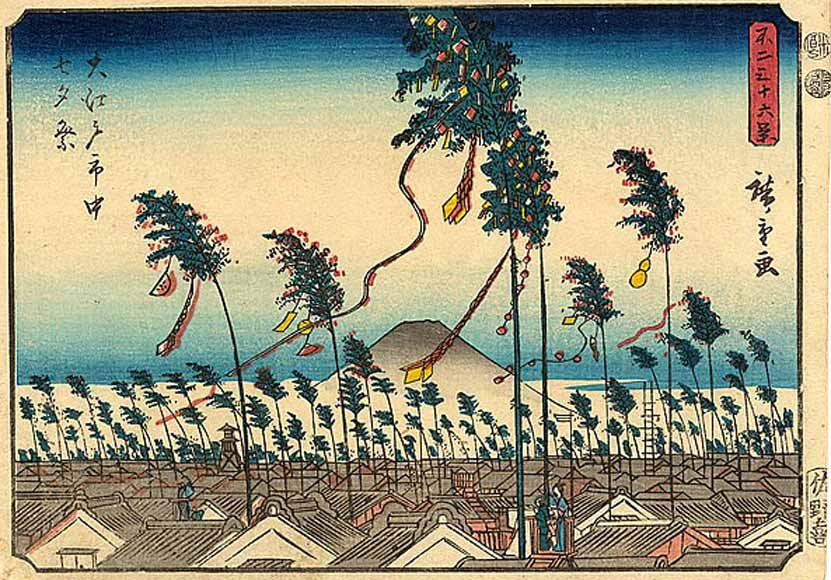
Japán fadúcokkal nyomott alkotás az edói (Tokió) Tanabata ünnepségekről Utagava Hirosigétől, 1852

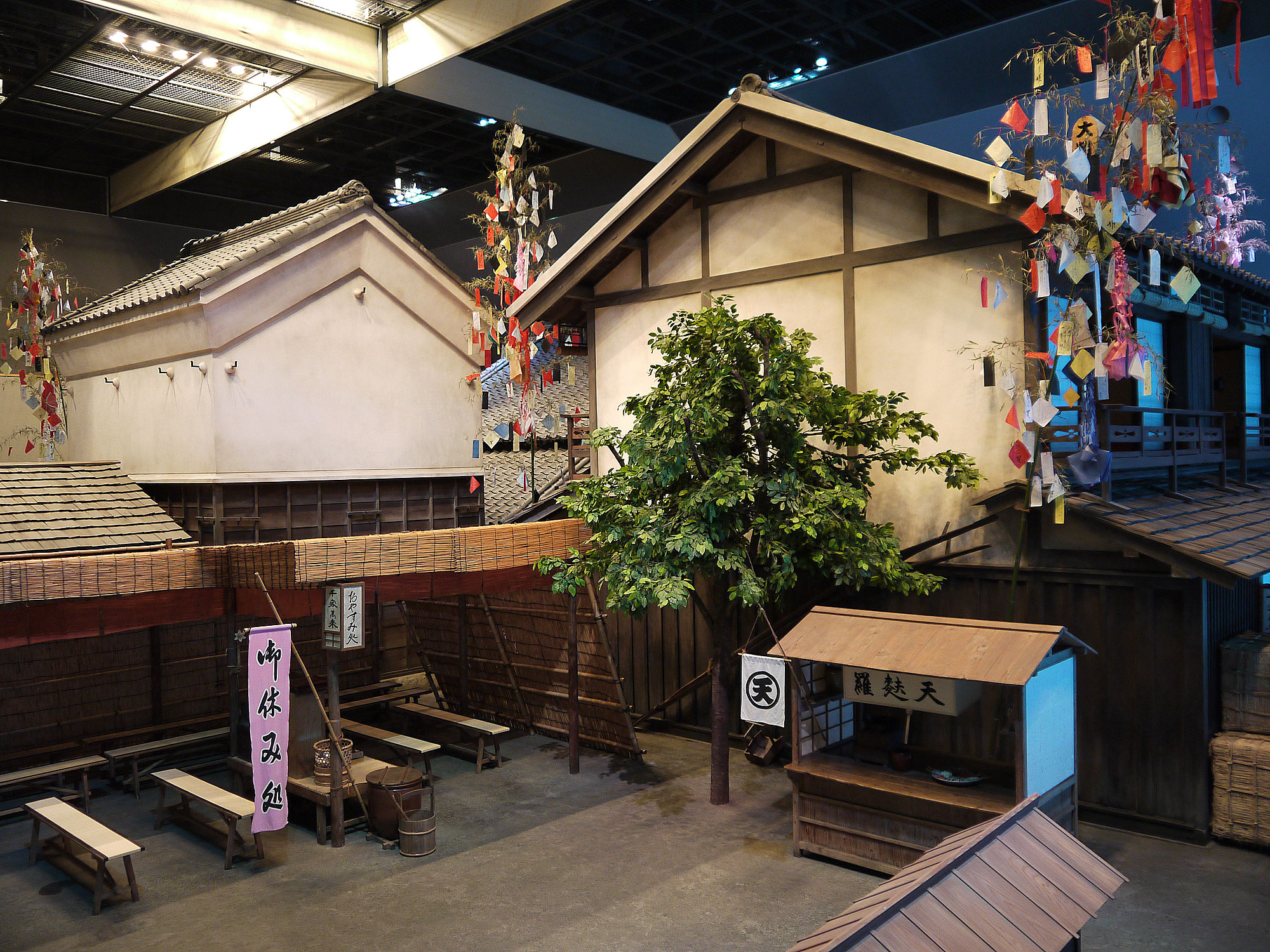
Az Edo Tanabata bemutatása a fukagavai Edo múzeumban

Akárcsak a Csihszi (Qixi)t és a Cshilszokt, a Tanabatát is a híres kínai folklór történet, "A szövőlány és a tehénpásztor" ihlette. Egyes változatok bekerültek a Manjósúba, a japán költészet legrégebben fennmaradt gyűjteményébe.
A legnépszerűbb változat a következő:
Orihime (織姫; Hepburn: Szövőhercegnő), az Ég urának lánya Tentei (天帝 - az Ég ura, vagy maga az univerzum), gyönyörű ruhákat szőtt az Amanogava (天の川; Hepburn: Amanogawa - Tejút, szó szerint "égi folyó") partján. Az édesapjának nagyon tetszett a ruha, amit szőtt, így hát Orihime minden nap nagyon szorgosan dolgozott, hogy elkészüljön vele. Ugyanakkor szomorú is volt, amiért a kemény munka miatt nem találkozott soha senkivel, és nem is volt szerelmes. Aggódván lányáért, az Ég ura elrendezte számára, hogy találkozhasson Hikobosival ( 彦星; Hepburn: Hikoboshi - Altair) (más néven Kengjú (牽牛)) aki az Amanogava túlsó partján élt és dolgozott. Amikor a két fiatal találkozott, azonnal egymásba szerettek és nem sokkal később össze is házasodtak. Azonban mihelyst összeházasodtak, Orihime többé nem szőtt ruhát az Ég urának, Hikobosi pedig engedte szétkóborolni a teheneket a mennyben. Haragjában az Ég ura elszakította egymástól a két szerelmest az Amanogava folyó által és megtiltotta nekik, hogy találkozzanak. Orihime elkeseredett férje elvesztése miatt, és arra kérte apját, engedje hogy ismét találkozhassanak. Az Ég urát meghatották lánya könnyei, és engedélyezte hogy a fiatalok találkozzanak a 7. hónap 7. napján, abban az esetben, ha keményen fog dolgozni és befejezi a szövést. Az első alkalommal amikor megpróbáltak találkozni, rá kellett jönniük, hogy nem tudnak átkelni a folyón, ugyanis nem volt híd. Orihime annyira zokogott, hogy jött egy csapat szarka, amelyek megígérték hogy csinálnak egy hidat a szárnyukból, így képes volt átkelni a vízen. Azt mondják, ha esik az eső Tanabata napján, a szarkák nem tudnak eljönni és a szerelmeseknek várniuk kell még egy évet, amíg újból találkozhatnak.

### Nevek
Orihimet and Hikobosit sokféle néven hívták a történet különböző változataiban.
| Orihime | Hikobosi                        |
| --- | ------------------------------- |
| Tanabata-cume Me-Tanabata-szama Aszagao-hime ("Reggeli tündöklés hercegnője") Ito-ori-hime ("Szövő-fonó hercegnő") Momoko-hime ("Barack-gyermek hercegnő") Takimono-hime ("Füstölő hercegnő") Szaszagani-hime ("Pók hercegnő") | Ó-Tanabata-szama Kaibosi Kengjú |

### A regényirodalomban
A történet alábbi változata ismert Kínában és Japánban: Egy fiatal Mikeran nevű gazda felfedezett a farmján egy palástot, ami egy Tanabata nevű istennőhöz tartozott, bár a gazda ennek nem volt tudatában. Nem sokkal később Tanabata istennő meglátogatta a gazdát, hogy megtudakolja tőle, megtalálta-e a palástot. Azt hazudta az istennőnek, hogy nem találta meg, de örömest segít neki a keresésben. Végül egymásba szerettek, egybe keltek és sok gyerekük született. Azonban egy nap Tanabata istennő észrevett egy ruhadarabkát Mikeran gazda kunyhójának tetején, amely egykoron az ő köntöséhez/palástjához/díszruhájához/talárjához/köpenyéhez tartozott. A gazda hazugságára fény derült. Ugyanakkor Tanabata istennő hajlandó volt neki megbocsátani azzal a feltétellel, ha a gazda megsző 1000 pár szalmacipőt, de elhagyja őt arra az időre, amíg el nem készül velük. Mikeran gazda nem tudta megszőni a cipőket élete során, így többé nem is találkozott Tanabata istennővel. Habár az a mondás járja, hogy a pár évente egyszer találkozik, amikor az Altair és a Vega csillagok keresztezik egymás útját.
A történet egy másik változata szerint Tanabata istennő arra kérte Mikeran gazdát, hogy szőjön ezer szandált, majd ássa el őket a bambuszfa tövében, és akkor biztosan ismét találkoznak majd. Mikeran gazda megszőtte a szandálokat, és el is ásta őket a bambuszfa alá, ahogy azt Tanabata istennő kérte. Amikor a fa megnőtt, a gazda felmászott a tetejére, és megállapította, hogy egy lábfejjel alacsonyabb a kelleténél. Ugyanis sietségében egy szandállal kevesebbet szőtt a szükségesnél, ezért a fa is egy lábfejjel alacsonyabbra nőtt. A gazda felkiáltott az istennőnek, aki oda is jött hozzá, és felemelte őt. Mikeran gazda édesapja nem nézte ezt jó szemmel, ezért azt a nehéz feladatot adta fiának, hogy őrizze a dinnyeföldeket három nap és három éjen át anélkül, hogy egyetlen dinnyéhez is hozzáérne. Azonban Mikeran gazda annyira megszomjazott, miközben a dinnyékre vigyázott, hogy mégis megérintett egyet. A dinnye azon nyomban hömpölygő folyóvá változott, ezáltal örökre elválasztva egymástól Mikeran gazdát és Tanabata istennőt. Az istennő kétségbeesetten könyörgött édesapjának, hogy engedje őket ismét találkozni. Megsajnálva lányát, Tanabata istennő édesapja lehetővé tette a fiatalok számára, hogy találkozzanak a hetedik hónap hetedik napján.

## Szokások
Manapság általában az emberek úgy ünneplik ezt a napot Japánban, hogy kívánságaikat tanzakura (短冊; Hepburn: tanzaku), azaz kis papírdarabokra írják fel, gyakran költemény formájában, és bambuszokra akasztják őket, sokszor más egyéb dekoráció kíséretében. A bambuszt és a dekorációt gyakran vízre bocsátják, esetleg elégetik éjfél körül vagy másnap a fesztivált követően. Ez hasonlít a papírcsónakok és gyertyák vízre bocsátásának szokására az Obon ideje alatt. Japán számos területén sajátos szokások fűződnek a Tanabatához, melyek leginkább a helyi Obon hagyományokkal vannak összefüggésben. Ismert egy hagyományos Tanabata dal is:
|  | „ささのは さらさら のきばに ゆれる お星さま きらきら きんぎん すなご ごしきの たんざく わたしが かいた お星さま きらきら 空から 見てる” |
|  | |

|  | „Sasa no ha sara-sara Nokiba ni yureru Ohoshi-sama kira-kira Kingin sunago Goshiki no tanzaku watashi ga kaita Ohoshi-sama kirakira sora kara miteru” |
|  | |

Fordítás:
|  | „A bambuszlevelek susognak, Remegnek az ereszen. A csillagok ragyognak, Ezüst s arany homokszemek. Az ötszínű papírcsíkok, Amiket én írtam. A csillagok ragyognak, Az égből figyelnek.” |
|  | |

## Időpontok
A Tanaba ünnepség eredeti dátuma a holdnaptáron alapult, ami egy hónappal a Gergely-naptár mögött van. Ennek eredményeképp néhány fesztivált július 7-én tartanak, míg másokat augusztus 7 környékén, míg a többit továbbra is a hetedik holdhónap hetedik napján ünneplik a hagyományos japán holdnaptár szerint, ami a Gergely-naptár szerint általában augusztusra esik.
A Gergely-naptár szerinti megfelelői a japán holdnaptár hetedik holdhónap hetedik napjának az elkövetkezendő évekre vonatkozóan:
- 2014. augusztus 2.
- 2015. augusztus 20.
- 2016. augusztus 9.
- 2017. augusztus 28.
- 2018. augusztus 17.
- 2019. augusztus 7.
- 2020. augusztus 25.

## Fesztiválok

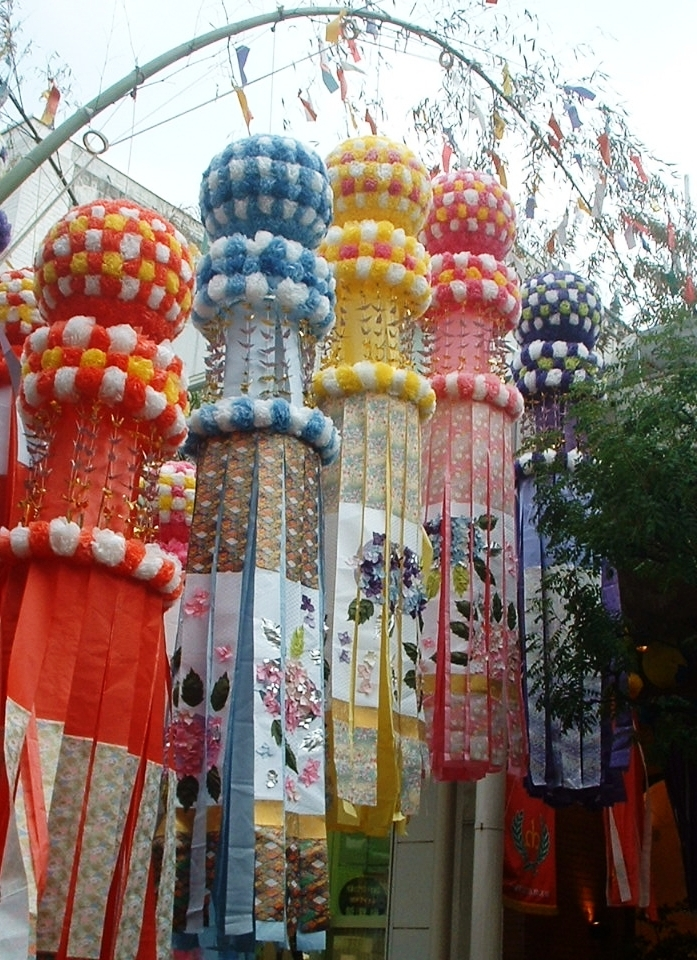
A Szendai Tanabata Fesztivál 2005-ben

Japánban sok helyütt tartanak nagyszabású Tanabata fesztiválokat, főként nagy, színes szalagokkal díszített utcák és bevásárlóközpontok mentén. A leghíresebbet mind közül Szendaiban tartják augusztus 6-tól 8-ig. Kantó régióban a legnagyobb szabású Tanabata ünnepet Kanagava prefektúra Hiracuka városában tartják pár napon keresztül július 7-e környékén. A Tanabatát Brazília egy legnépesebb városában, São Paulóban is megünneplik július első hétvégéjének táján.
Habár a Tanabata fesztiválok régiónként eltérnek egymástól, a legtöbbjük magába foglal egy dekorációs versenyt. További rendezvények lehetnek még többek között a felvonulások és a Miss Tanabata versenyek. Más japán ünnepekhez hasonlóan számos szabadtéri standon árulnak ételt, biztosítanak karneváli játékokat és sok más egyebet, tovább fokozva az ünnepi hangulatot.
A tokiói Disneyland gyakorta megünnepli a Tanabatát, jellemzően egy üdvözlő felvonulással, ahol Mickey egér Altair, Minnie egér pedig Vega.

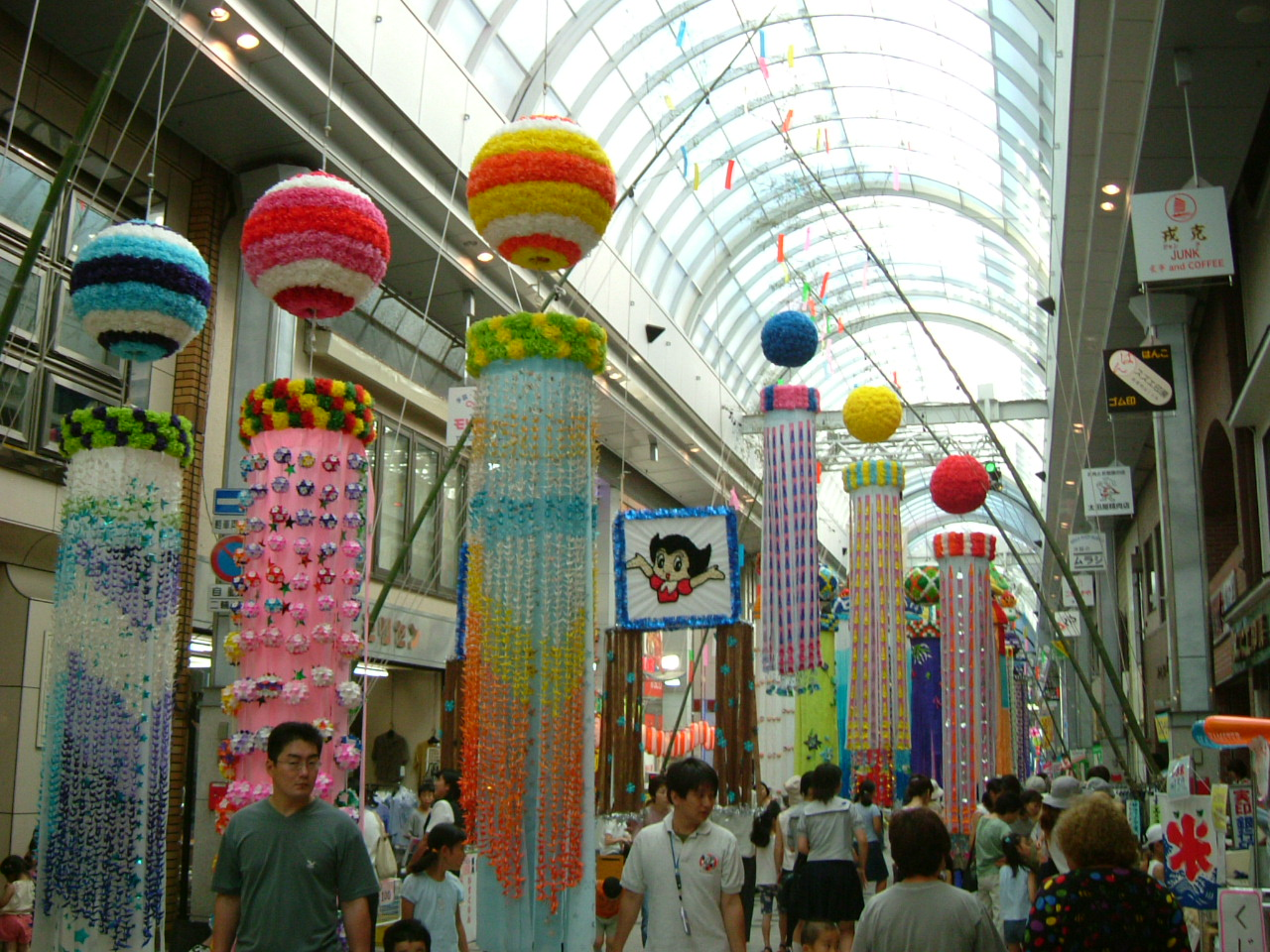
2003-ban egy moriokai bevásárlóközpontban
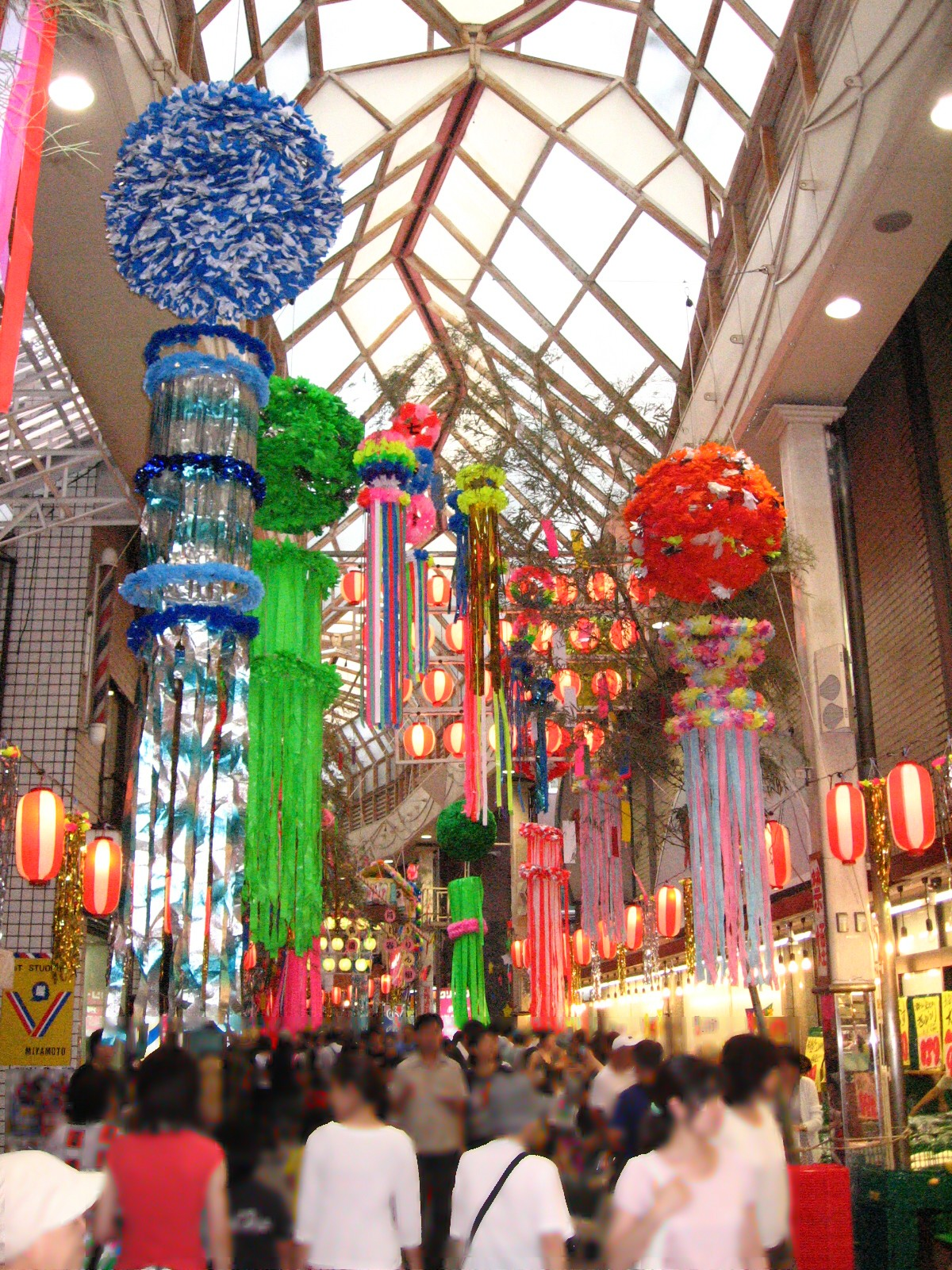
A tokiói Szuginami kerület 2009-ben
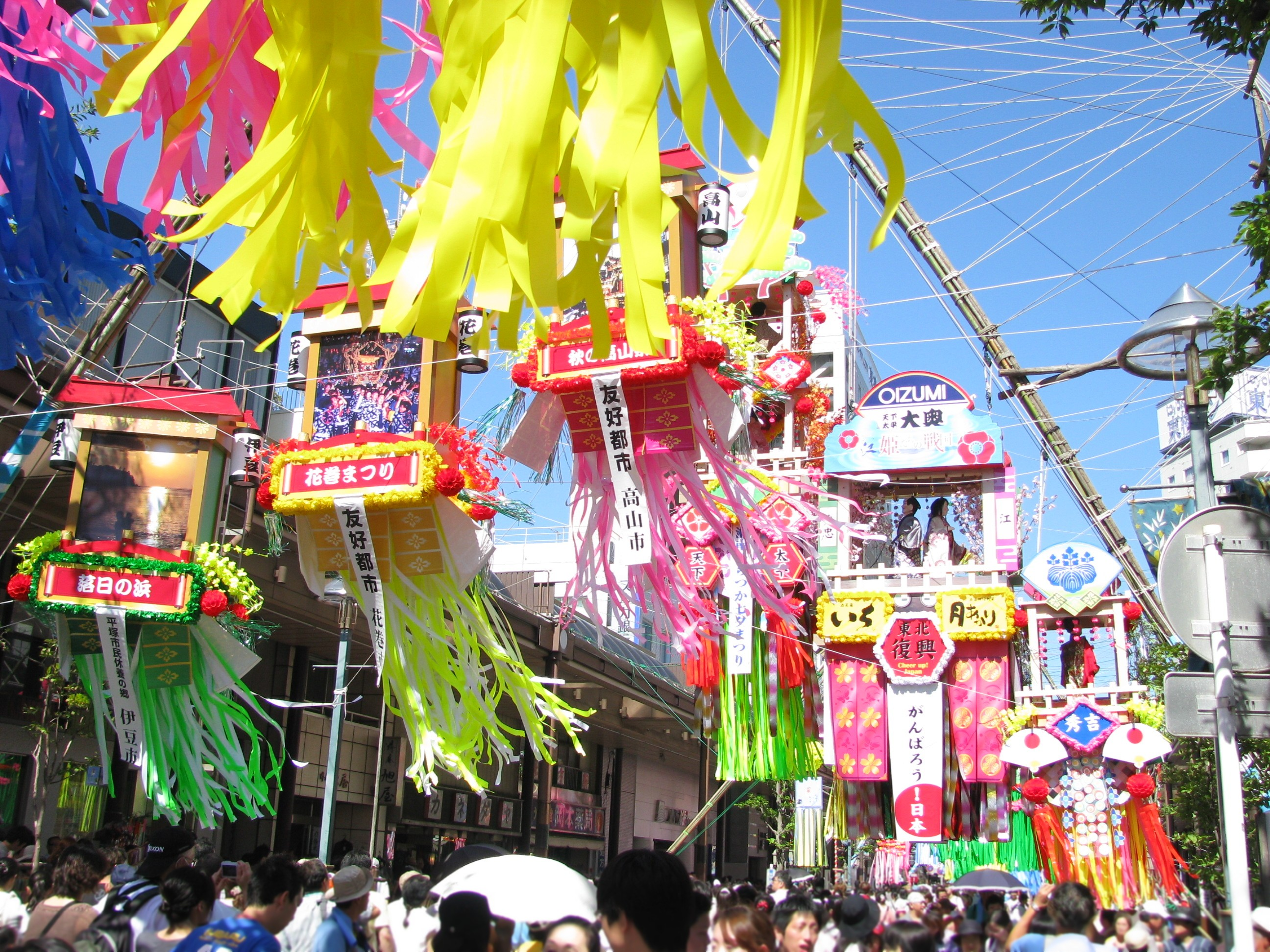
Hiracuka 2011-ben

## A Szendai Tanabata Fesztivál
Szendaiban valamikor a korai Edo-korban, röviddel a város megalapítását követően kezdték el ünnepelni a Tanabatát. A fesztivál fokozatosan növekedett és fejlődött az évek során. Ugyanakkor a Meidzsi-restaurációt követően hanyatlásnak indult a népszerűsége, és csaknem el is tűnt az első világháború után bekövetkező gazdasági válság alatt. Szendai-i önkéntesek élesztették újjá 1928-ban, és fektették le a hagyományát annak, hogy augusztus 6–8. között tartsák meg az ünnepséget.
A második világháború alatt lehetetlen volt megtartani a fesztivált, és szinte semmilyen dekorációt nem lehetett megfigyelni a városban 1943–1945 között. Azonban a háborút követően 1946-ban megtartották az első jelentősebb Tanabata fesztivált Szendaiban, amely 52 dekorációt vonultatott fel. Mikor 1947-ben Hirohito japán császár ellátogatott Szendai városába, 5000 Tanabata dekoráció fogadta őt. A későbbiek folyamán Tóhoku régió három legjelentősebb nyári fesztiváljának egyikévé nőtte ki magát, és fő turisztikai attrakcióvá vált. Ma már a tűzijáték is az ünnepség része, amit augusztus 5-én mutatnak be.
A Szendai Tanabata fesztiválon az emberek hagyományosan hét különböző dekorációt használnak, melyek mindegyike más-más jelentést hordoz magában. A 7 dekoráció és szimbolikus jelentésük a következők:

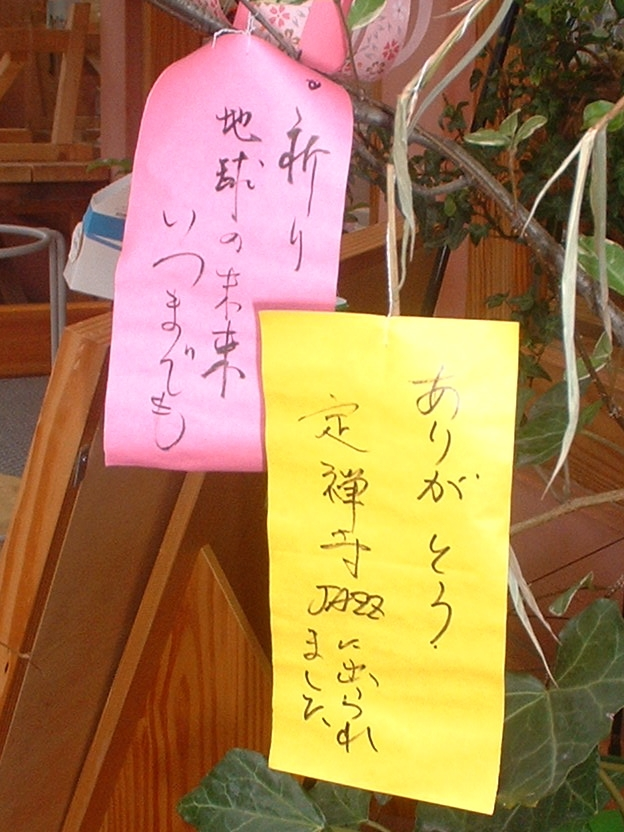
Papírcsíkok (短冊; Hepburn: Tanzaku?): Rajta kézzel írt köszönő szavak és jövőre vonatkozó kívánságok
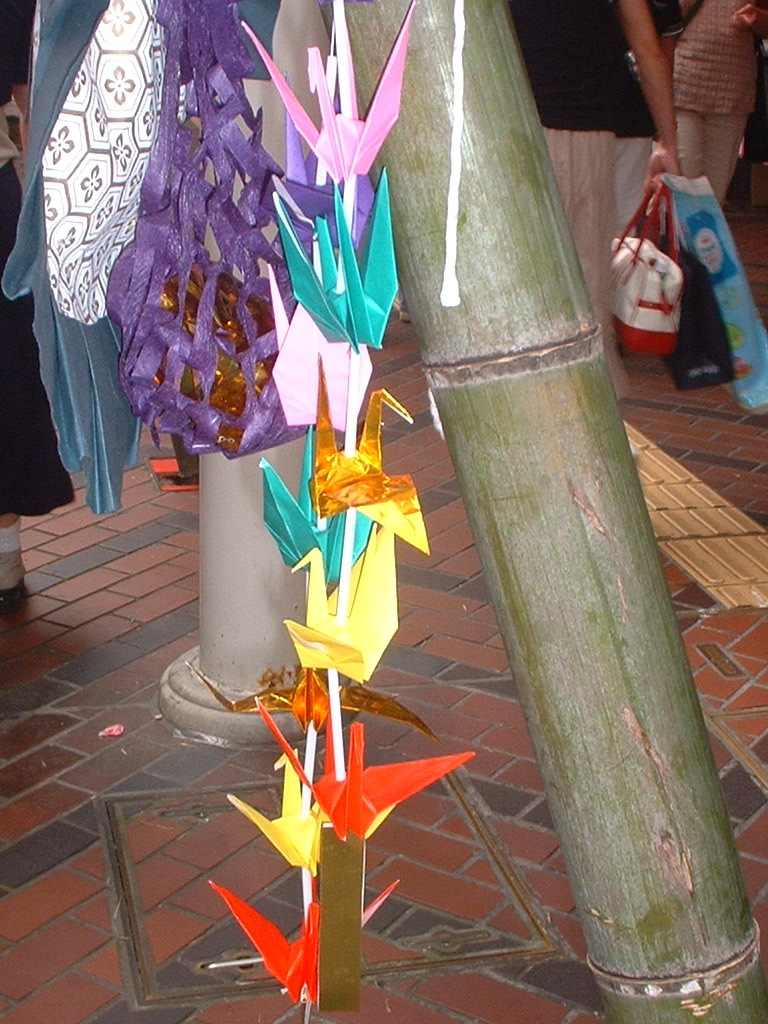
Papír daru (折り鶴; Hepburn: Orizuru?): Origamidekoráció
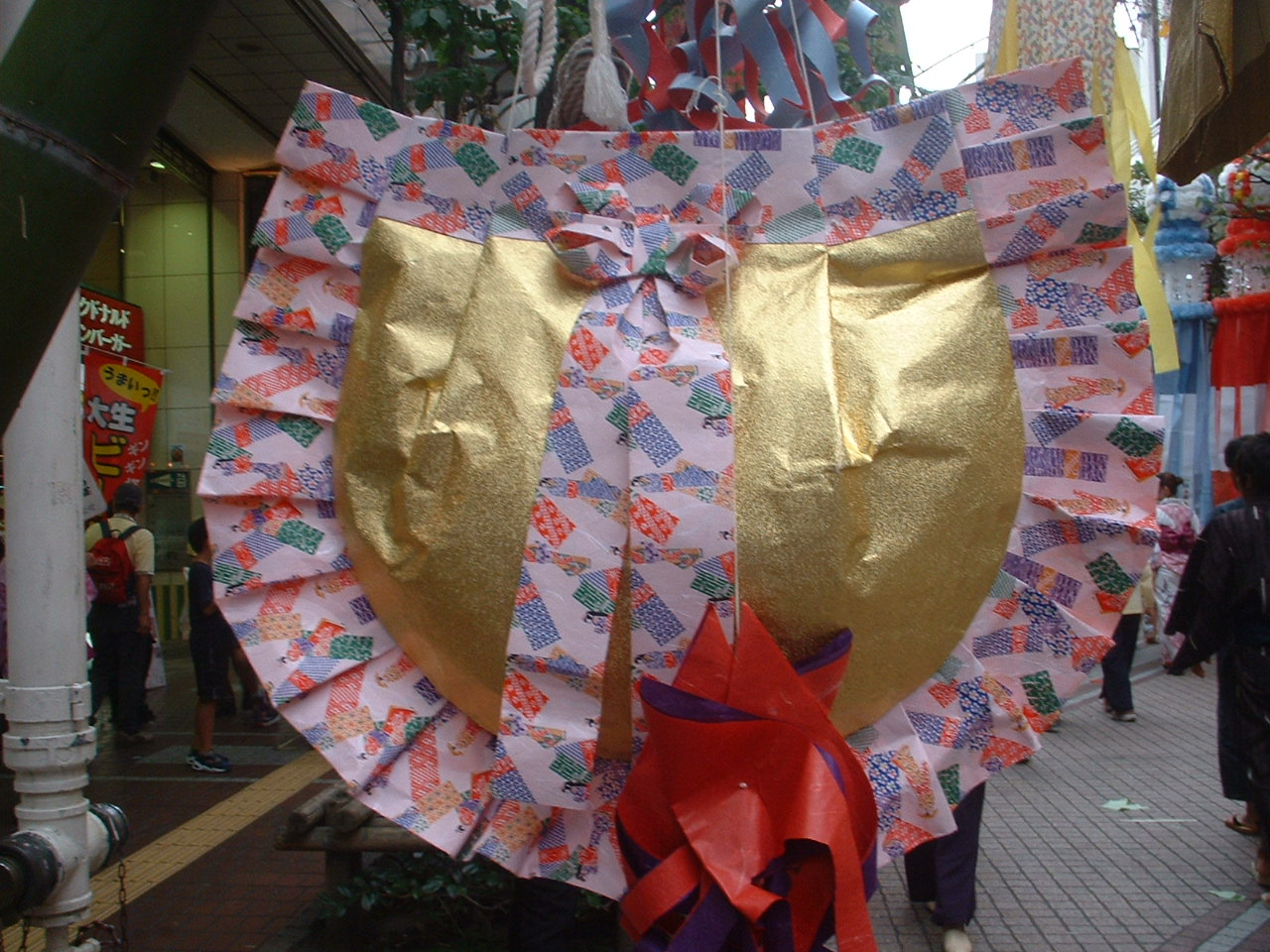
Erszény (巾着; Hepburn: Kinchaku?): Dekoráció a jól menő üzletért
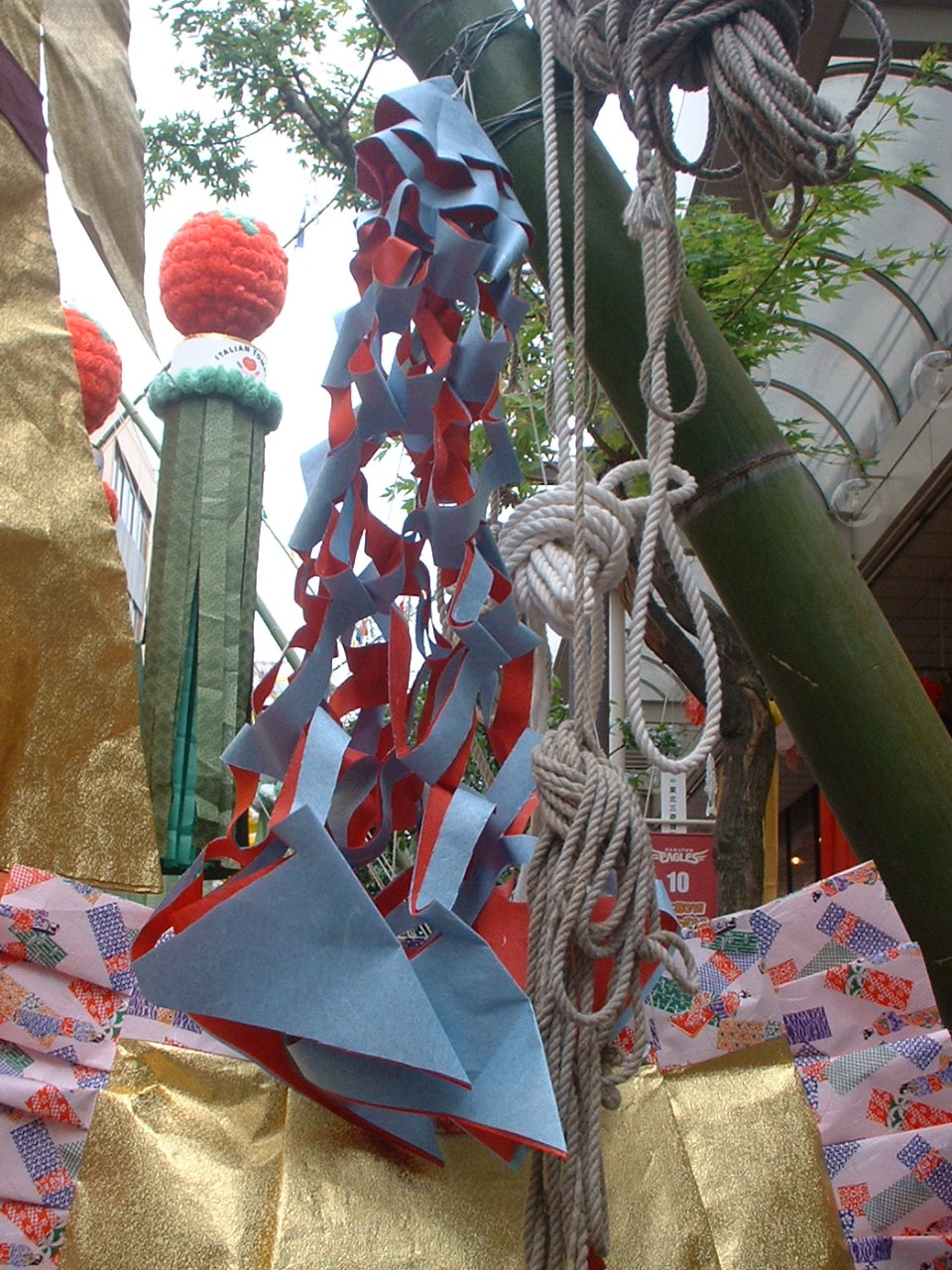
Halászháló (投網; Hepburn: Toami?): Papírdekoráció a sikeres halászatért
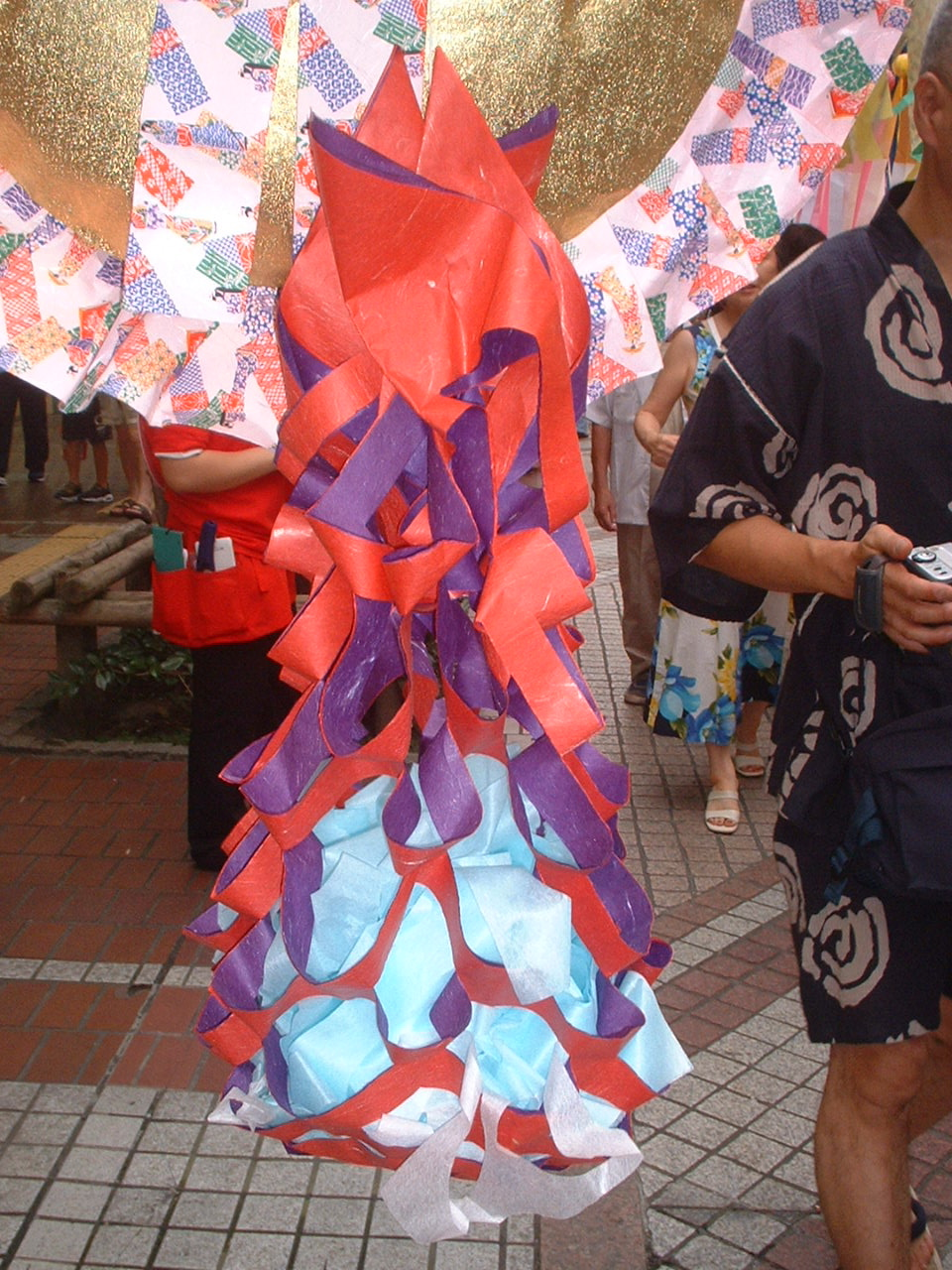
Szemetes zsák (くずかご; Hepburn: Kuzukago?): Papírdekoráció a tisztaságért
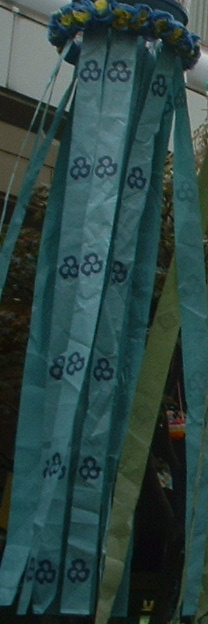
Szalagok (吹き流し; Hepburn: Fukinagashi?): Papírszalag

A díszgolyók (薬玉; kuszudama), amelyeket gyakran a szalagok fölött helyeztek el és a jelenkori Tanabata dekoráció szerves részei, eredetileg 1946-ban egy Szendai belvárosában élő üzlettulajdonos elgondolása alapján születtek meg, amelyekhez eredetileg a dália szolgált mintául. Az elmúlt években a díszgolyók alternatívájaként egyre népszerűbbé váltak a doboz formájú dísztárgyak.

## Fordítás
Ez a szócikk részben vagy egészben  a   Tanabata című angol Wikipédia-szócikk ezen változatának fordításán alapul.  Az eredeti cikk szerkesztőit annak laptörténete sorolja fel. Ez a jelzés csupán a megfogalmazás eredetét és a szerzői jogokat jelzi, nem szolgál a cikkben szereplő információk forrásmegjelöléseként.